# Muchacho
Muchacho è il sesto album in studio del gruppo musicale statunitense Phosphorescent, pubblicato il 19 marzo 2013 con l'etichetta indipendente Dead Oceans.
Il disco, autoprodotto da Matthew Houck, è stato anticipato dal singolo Song for Zula.

## Tracce
1. Sun, Arise! (An Invocation, An Introduction) – 3:09
2. Song for Zula – 6:10
3. Ride On / Right On – 3:44
4. Terror in the Canyons (The Wounded Master) – 4:05
5. A Charm / A Blade – 5:20
6. Muchacho's Tune – 4:19
7. A New Anhedonia – 4:03
8. The Quotidian Beasts – 7:04
9. Down to Go – 5:16
10. Sun's Arising (A Koan, An Exit) – 3:18